# 无距角盘兰
无距角盘兰（学名：Herminium ecalcaratum）为兰科角盘兰属下的一个种。

## 扩展阅读
維基物種上的相關：无距角盘兰